# Violently Happy
"Violently Happy" är en låt skriven av den isländska sångerskan Björk med Nellee Hooper och framförd av Björk. Låten gavs ut som den fjärde och sista singeln från albumet Debut den 7 mars 1994. Låten har uppnått plats 13 på den brittiska singellistan. Till skillnad från albumets övriga singlar har inte "Violently Happy" någon egen studiolåt som b-sida.
I låten sjunger Björk om en känsla av kärlek så intensiv att den faktiskt är farlig, och begär att hennes älskare "lugnar ner sig".
Musikvideon till låten regisserades av den franske videoproducenten Jean-Baptiste Mondino.

## Låtlistor och format
CD 1 / Kassett
1. "Violently Happy" (7" Edit) - 3:35
2. "Anchor Song" (Acoustic Version) - 3:20
3. "Come to Me" (Acoustic Version) - 5:22
4. "Human Behaviour" (Acoustic Version) - 3:00

CD 2 / Vinyl
1. "Violently Happy" (Fluke - Even Tempered) - 4:33
2. "Violently Happy" (Massey Mix - Long) - 6:08
3. "Violently Happy" (Masters at Work 12") - 6:03
4. "Violently Happy" (12" Vocal) - 4:53
5. "Violently Happy" (Fluke - Well Tempered) - 5:45
6. "Violently Happy" (Massey - Other Mix) - 7:30
7. "Violenlty Happy" (Vox Dub) - 4:39